# Нижнеколонский
Нижнеколо́нский — хутор в Андроповском районе (муниципальном округе) Ставропольского края России.

## География
Хутор расположен в 12 км:16 западнее села Янкуль, в верховьях балки Колонской.
Расстояние до краевого центра: 52 км.
Расстояние до районного центра: 27 км.

## История
Основан как немецкое поселение в Александровском (Пятигорском) уезде. Упоминается в «Памятной книжке Ставропольской губернии на 1904 год» как колония Нижняя:6. По сведениям за 1903 год, Нижняя входила в состав земель удельного ведомства, население колонии составляло 300 человек:6. В списке населённых мест Ставропольской губернии за 1909 год значится как Нижняя Немецкая колония:70. Последняя числилась в составе Янкульской волости 4-го стана Александровского уезда и насчитывала 20 дворов, 147 жителей, 2 торговых предприятия и 4 пруда:70—71. В окрестностях Нижней Немецкой располагались ещё две колонии — Средняя Немецкая и Верхняя Немецкая, также относившиеся к названной волости:70. Общее число колонистов во всех трёх поселениях составляло 524 человека:70.
В списке на 1916 год упоминается как Нижняя Колония, в более поздних списках — как хутор Нижне-Колонский.
В 1924 году в результате районирования Ставропольской губернии хутор вошёл в состав Курсавского района, образованного из волостей и населённых пунктов части бывшего Александровского уезда. В январе 1924 года президиум Александровского УИКа постановил определить в селении Нижнеколонском сельсовет со штатом из 2-х человек. В 1925 году территория Нижнеколонского сельсовета включала 6 хуторов: Верхняя Джалга, Верхняя Колония, Воронежский, Нижнеколонский (административный центр), Нижняя Джалга и Средняя Колония:276. Общая численность их населения составляла 1726 человек:277. Впоследствии Нижнеколонский сельсовет прекратил своё существование (самый поздний его документ датирован 1954 годом), а хутор Нижнеколонский был передан в состав Янкульского сельсовета с центром в селе Янкуль:16.
По «Списку населённых мест Северо-Кавказского края» за 1925 год, в Нижнеколонском числилось 68 дворов, 451 житель, 1 начальная школа и 6 прудов:277. Согласно «Поселенным итогам переписи 1926 года по Северо-Кавказскому краю», хутор состоял из 71 двора с 503 жителями:264. В 1929 году на его территории образовалась сельскохозяйственная артель (колхоз) им. Литвинова, основными видами деятельности которой являлись полеводство и животноводство.
С августа 1942 года Нижнеколонский находился в оккупации. Освобождён 18 января 1943 года.
В 1950-х годах колхоз им. Литвинова был объединён с колхозами им. Кирова (х. Верхняя Джалга) и им. Куйбышева (х. Верхнеколонский). В 1954 году колхоз им. Куйбышева влился в Янкульский колхоз им. Ленина (с 1963 — «Путь Ленина»).
После упразднения Курсавского района (1963) Нижнеколонский вошёл в состав Кочубеевского района Ставропольского края:16. С восстановлением Курсавского района (1970) хутор был вновь включён в состав последнего:18.
В мае 1991 года на основе бригады № 3 колхоза «Путь Ленина» в Нижнеколонском создан совхоз «Радужный», функционировавший в системе Министерства обороны РФ.
До 16 марта 2020 года хутор входил в упразднённый Янкульский сельсовет.

## Население
| 1903 | 1909 | 1925 | 1926 | 1989 | 2002 | 2010 | 2011 | 2014 |
| ---- | ---- | ---- | ---- | ---- | ---- | ---- | ---- | ---- |
| 300  | ↘247 | ↗451 | ↗503 | ↘342 | ↗427 | ↘411 | ↗427 | ↘400 |

Национальный состав
По данным переписи 1926 года, в национальной структуре населения украинцы составляли 84,1 %, великороссы — 6,6 %, прочие — 9,3 %:264.
По данным переписи 2002 года, преобладающая национальность — русские (62 %).

## Инфраструктура
- Дом культуры[35].
- Сельская библиотека. Открыта 27 мая 1947 года[36]
- Фельдшерско-акушерский пункт[37]
- Общественное открытое кладбище[38].